# Hank Brown

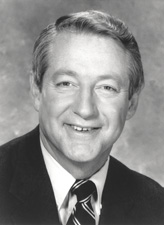
Hank Brown

George Hanks „Hank“ Brown (* 12. Februar 1940 in Denver, Colorado) ist ein ehemaliger US-amerikanischer Politiker der Republikanischen Partei, der den Bundesstaat Colorado in beiden Kammern des Kongresses vertrat.
Hank Brown machte 1961 seinen College-Abschluss und graduierte 1969 an der Law School der University of Colorado in Boulder. Er schloss überdies als Master der Rechtswissenschaften an der George Washington University ab. Von 1962 bis 1966 diente er als Offizier in der US Navy. Er war Kampfflieger und meldete sich freiwillig zum Einsatz in Vietnam.
Seine politische Laufbahn begann mit der Mitgliedschaft im Senat von Colorado zwischen 1972 und 1976. Im Jahr 1980 wurde Brown dann ins US-Repräsentantenhaus gewählt, dem er bis 1991 angehörte, ehe er innerhalb des Kongresses in den Senat wechselte. Bei der Wahl im November 1990 setzte er sich mit 55,7 Prozent der Stimmen gegen die Demokratin Josie Heath durch. Nach einer Amtsperiode entschied er sich, 1996 nicht erneut zu kandidieren.
Nachdem Brown zwischen 1998 und 2002 als Präsident der University of Northern Colorado amtiert hatte, wurde er im April 2005 zum kommissarischen Nachfolger von Elizabeth Hoffman als Präsident des University of Colorado System berufen. Das Leitungsgremium entschied sich im Mai 2006, ihn als dauerhaften Präsidenten zu nominieren. Im Januar 2007 kündigte Brown dann bereits wieder seinen Rücktritt von dem Posten an, welchen er letztlich am 10. März 2008 vollzog.